# 土田亜希
土田 亜希（つちだ あき 1979年5月29日 - ）は、北海道釧路市出身のアイスホッケー選手。ポジションはフォワード。
北海道釧路江南高等学校在学中、1998年の長野オリンピックのアイスホッケー女子日本代表に選ばれた。当時高校生で代表に選ばれたのは彼女と仲晶子の2人だけだった。1999年アジア冬季競技大会では銀メダルを獲得した。
2004年11月13日に行われたトリノオリンピック最終予選、ロシア戦では1ゴールをあげたが2-3で敗れオリンピック出場権獲得はならなかった。
2005年女子アイスホッケー世界選手権ディビジョンIのデンマーク戦ではゲームベストプレーヤーに選ばれた。
2006年3月の第25回全日本女子アイスホッケー選手権大会では六花亭ベアーズの優勝に貢献、最優秀選手に選ばれた。